# Jurij Metlušenko
Jurij Metlušenko (in ucraino Юрій Метлушенко?; Radomyšl', 4 gennaio 1976) è un ex ciclista su strada ucraino, professionista dal 2002 al 2017.

## Palmarès
- 1997 (Dilettanti Elite/Under-23)

5ª tappa Tour de Tunisie
6ª tappa Tour de Tunisie
7ª tappa Tour de Tunisie
8ª tappa Tour de Tunisie
12ª tappa Tour de Tunisie
- 2001 (Record Cucine Caneva-Colorificio San Marco, Elite/Under-23)

Trofeo Sportivi Magnaghesi
Circuito Salese
Trofeo Parmeggiani
Targa Libero Ferrario
Trofeo Raffaele Marcoli
Gran Premio Ceda
Trofeo Alfredo Lando
G.P. Brefer - San Fior
- 2002 (Landbouwkrediet-Colnago, una vittoria)

Gran Premio Costa degli Etruschi
- 2003 (Landbouwkrediet-Colnago, due vittorie)

2ª tappa Post Danmark Rundt (Hobro > Århus)
1ª tappa Tour du Poitou-Charentes et de la Vienne (Pons > La Couronne)
- 2004 (Landbouwkrediet-Colnago, tre vittorie)

Gran Premio Costa degli Etruschi
Leeuwse Pijl
2ª tappa Brixia Tour (Valpalot di Pisogne > Darfo Boario Terme)
- 2008 (Amore & Vita, due vittorie)

Commerce Bank Lehigh Valley Classic
2ª tappa Tour de Beauce (Vallée-Jonction > Vallée-Jonction)
- 2009 (Amore & Vita, tre vittorie)

4ª tappa Settimana Internazionale di Coppi e Bartali (Massa Finalese > Finale Emilia)
6ª tappa Tour of Qinghai Lake (Bird Island > Xihaizhen)
1ª tappa Tour of Hainan (Xinglong > Wenchang)
- 2010 (Amore & Vita, tre vittorie)

4ª tappa Tour of Qinghai Lake (Duoba Base > Lago Qinghai)
5ª tappa Tour of Qinghai Lake (Lago Qinghai > Bird Island)
1ª tappa Tour of Hainan (Sanya > Sanya)
- 2011 (Amore & Vita, una vittoria)

6ª tappa Tour of Qinghai Lake (Qilian > Qilian)
- 2012 (Konya-Torku Şeker Spor, sette vittorie)

4ª tappa Azerbaijan International Tour (Qarah Chaman > Ardabil)
1ª tappa Tour of Trakya (Tekirdağ > Tekirdağ)
2ª tappa Tour of Trakya (Çorlu > Lüleburgaz)
4ª tappa Tour of Trakya (Edirne > Edirne)
Classifica generale Tour of Trakya
3ª tappa Baltic Chain Tour (Smiltene > Riga)
4ª tappa Tour of Taihu (Liyang > Liyang)
- 2013 (Konya-Torku Şeker Spor, sei vittorie)

1ª tappa Tour of Taihu (Wuxi > Wuxi)
2ª tappa Tour of Taihu (Zhangjiagang Shuangshan > Zhangjiagang Shuangshan)
3ª tappa Tour of Taihu (Nantong > Nantong)
4ª tappa Tour of Taihu (Changshu > Changshu)
9ª tappa Tour of Taihu (Wujiang > Wujiang)
Classifica generale Tour of Taihu

### Altri successi
- 1997

Classifica generale Tour de Ribas
- 2003 (Landbouwkrediet-Colnago)

Classifica a punti Post Danmark Rundt
Criterium di Beveren-Leie
Grote Prijs Raf Jonckheere
- 2004 (Landbouwkrediet-Colnago)

Leeuwse Pijl
- 2008 (Amore & Vita)

Campionati ucraini, Criterium
Univest Grand Prix (criterium)
- 2009 (Amore & Vita)

1ª tappa Univest Grand Prix (Souderton, cronosquadre)
3ª tappa Univest Grand Prix (Doylestown)
Memorial Ireneusza Maciasia
- 2010 (Amore & Vita)

Memorial Ireneusza Maciasia
- 2011

Campionati ucraini, Criterium
- 2012 (Konya-Torku Şeker Spor)

1ª tappa K.A.P. Sezon Açılış Kupası (Alanya > Alanya)
2ª tappa K.A.P. Sezon Açılış Kupası
Classifica generale K.A.P. Sezon Açılış Kupası
Classifica a punti Tour of Trakya
Türkiye Genel Ferdi Klasmanı
1ª tappa K.A.P. Sezonu Final (Alanya > Alanya)
2ª tappa K.A.P. Sezonu Final (Alanya > Alanya)
- 2013 (Konya-Torku Şeker Spor)

Classifica a punti Tour of Taihu
- 2017 (Hainan Jilun Cycling Team)

Campionati ucraini, Criterium

## Piazzamenti

### Grandi Giri
- Giro d'Italia

2002: ritirato (16ª tappa)

### Classiche monumento
- Milano-Sanremo

2003: 159°
- Giro delle Fiandre

2003: ritirato
- Parigi-Roubaix

2006: 72°
- Giro di Lombardia

2002: ritirato
2006: 91°

### Competizioni mondiali
- Campionati del mondo

Zolder 2002 - In linea Elite: 35º
Melbourne 2010 - In linea Elite: ritirato
Copenaghen 2011 - In linea Elite: 144º